# 透明なサーカス
『透明なサーカス』（とうめいなサーカス）は、1987年9月5日に発売された谷山浩子の13枚目のアルバム。

## 概要
収録曲の半分は、谷山浩子作の小説『猫森集会』を原作としたNHK-FMのラジオドラマ『不思議の国のヒロコのふしぎ』の挿入歌である。
「ひまわり」「MAY」は斉藤由貴への提供曲だが、「ひまわり」は歌詞が一部変更されている。「時の回廊」は、谷山が当時熱心に遊んでいたコンピュータRPG『ウィザードリィ』をイメージした曲である。
ジャケットは、谷山が当時好きだった日本信販のテレビCM（監督は市川準）の場面を再現しようとして制作されたものだという。

## 収録曲
1. 草の仮面
作詞・作曲：谷山浩子、編曲：吉川忠英
2. さかなの言葉
作詞・作曲：谷山浩子、編曲：石井AQ・谷山浩子
3. お人形畑
作詞・作曲：谷山浩子、編曲：石井AQ・谷山浩子
4. 逃げる
作詞・作曲：谷山浩子、編曲：石井AQ・谷山浩子
5. 時の回廊
作詞・作曲：谷山浩子、編曲：石井AQ・谷山浩子
6. ひまわり
作詞：谷山浩子、作曲：崎谷健次郎、編曲：石井AQ・谷山浩子
7. 影ふみ
作詞・作曲：谷山浩子、編曲：石井AQ・谷山浩子
8. ヒスイ
作詞・作曲：谷山浩子、編曲：石井AQ・谷山浩子
9. 遺跡散歩
作詞・作曲：谷山浩子、編曲：石井AQ・谷山浩子
10. MOON SONG
作詞・作曲：谷山浩子、編曲：石井AQ・谷山浩子
11. MAY（アルバムバージョン）
作詞：谷山浩子、作曲：MAYUMI、編曲：崎谷健次郎

- ディレクター：日朝幸雄、長岡和弘